# Ланувіо
Ланувіо (італ. Lanuvio) — муніципалітет в Італії, у регіоні Лаціо,  метрополійне місто Рим-Столиця.
Ланувіо розташоване на відстані близько 30 км на південний схід від Рима.
Населення — 13 687 осіб (2014).

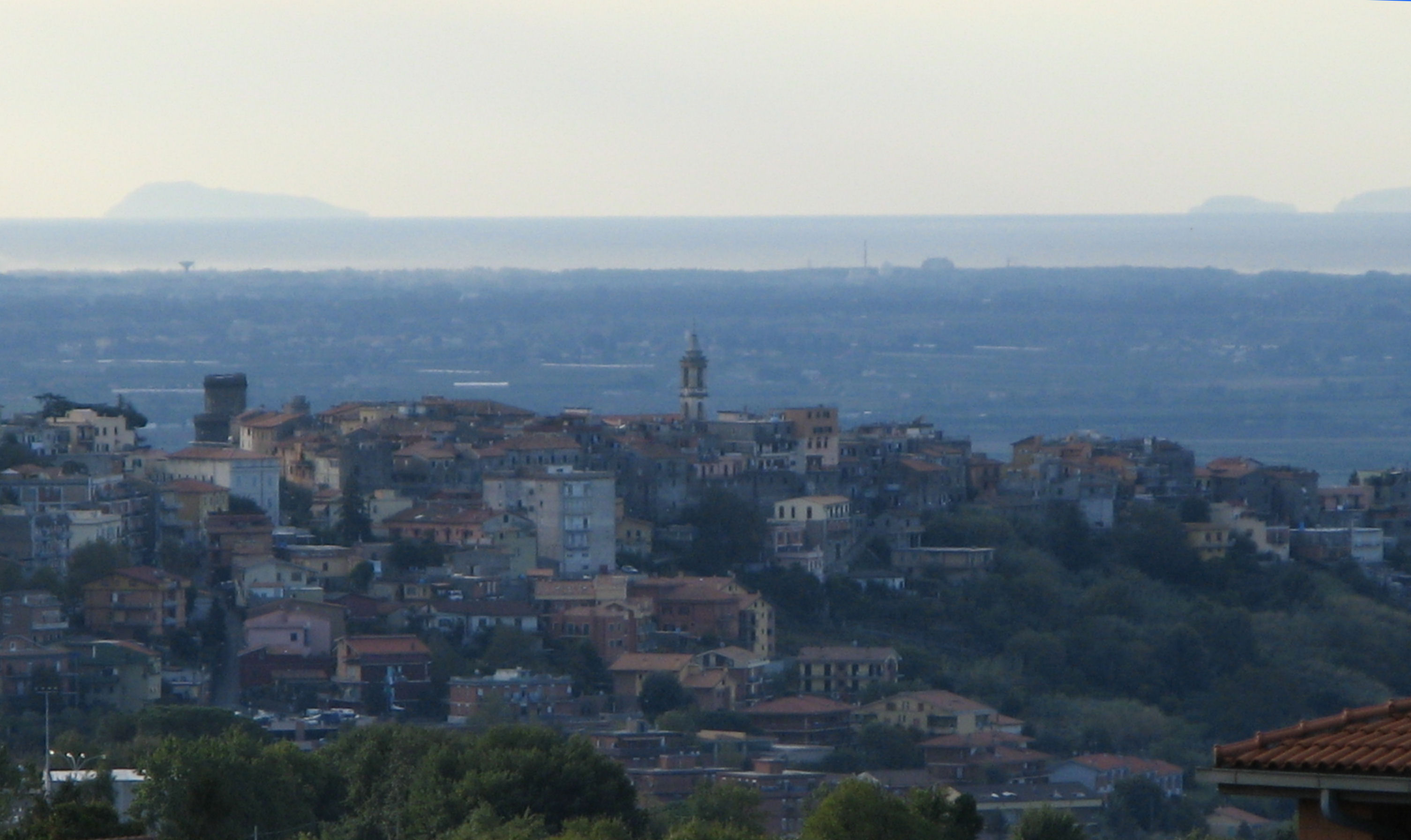

Щорічний фестиваль відбувається 3 травня. Покровитель — San Filippo e Giacomo.

## Демографія
Населення за роками:

Станом на 1 січня 2023 року в муніципалітеті офіційно проживали 1272 іноземці з 64 країн, серед них 944 громадяни країн Євросоюзу та 28 громадян України.

## Сусідні муніципалітети
- Апрілія
- Аричча
- Дженцано-ді-Рома
- Веллетрі

## Персоналії
- Антонін Пій (86 — 161) — римський імператор (138–161) з династії Антонінів.
- Луцій Елій Аврелій Коммод (161 — 192) — римський імператор (161—192), останній представник династії Антонінів.